# 布拉福縣 (佛羅里達州)
布拉福縣（英語：Bradford County）是美國佛羅里達州東北部的一個縣。根据2020年美国人口普查显示，该县共有28,303人。该县的县治及最大城市均为斯塔克。

## 历史
布拉夫县最初名为新河县，于1858年由哥倫比亞縣和阿拉楚阿县各自分出的部分领土所组成。该县于1861年更名为布拉福县，以纪念南北战争期间于圣罗莎岛之战阵亡的美利坚联盟国上尉查理·布拉福，此人亦是南北战争期间第一位阵亡佛罗里达州军官。
在该县建立之初，其县治为萊克巴特勒。然而由于斯塔克作为铁路运输的重要枢纽得到了快速发展，致使该市于1875年在决定县治的投票中以46票的优势成为了新县治。不过随后萊克巴特勒又通过法律手段重新成为了布拉福县县治，并于1885年在公投中以19票的优势确立了这一地位。然而在1887年举行的公投再度将县治迁回了斯塔克，并一直持续至今。这一争端引起了佛罗里达州立法机关的关注，遂于1921年将该县包括萊克巴特勒的西部地带分离出去成立了联合县。
在1894年至1895年大冰冻事件发生之前，该县为众多柑橘农场的所在地。即使在冰冻灾害发生后，斯塔克和劳蒂依旧是重要的农产品输出地，其主要出口农产品是棉花、烟草和草莓。

## 地理
根据美国普查局的数据显示，该县总面积为300平方英里（780平方），其中陆地面积为294平方英里（760平方），水域面积为6.5平方英里（17平方），水域率为2.2%。该县为佛罗里达州陆地面积第三小的县，总面积第二小的县。